# Michaël Willemsen
Michaël Antonius Hubertus (Michaël) Willemsen (Venlo, 23 mei 1831 – Sint Odiliënberg, 7 juli 1904) was een Nederlands rooms-katholiek geestelijke, kunsthistoricus en publicist. Van 1900 tot aan zijn dood was hij kanunnik van het kathedraal kapittel van Roermond.

## Levensloop
Willemsen was een zoon van de peperkoekbakker Antoon Jozef Willemsen (1792-1863) en Maria Hebben (1792-1870). Hij bracht zijn jeugd door in Venlo en studeerde vervolgens aan het seminarie in Roermond. Op 26 augustus 1855 werd hij door bisschop Paredis tot priester gewijd. Vanaf 7 februari 1856 werkte hij als leraar aan het Bisschoppelijk College in Roermond. Op 30 september 1856 werd hij benoemd tot kapelaan van de Sint-Servaaskerk in Maastricht.

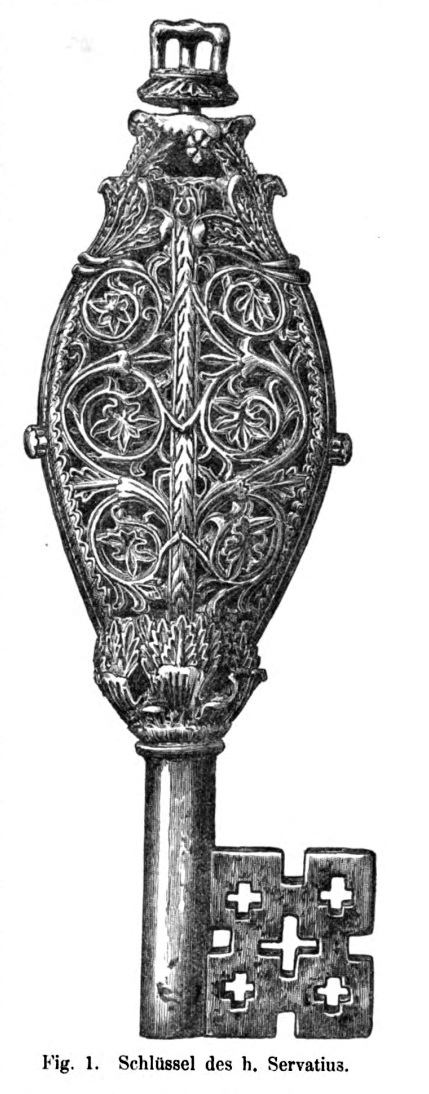
Houtsnede van de Sint-Servaassleutel in Bock & Willemsens beschrijving van de Maastrichtse kerkschatten uit 1872

In Maastricht zette hij zich in voor het behoud van de kunstschatten in de schatkamer van de Sint-Servaaskerk, waarvan hij in 1862 custos (schatbewaarder) werd. Verder studeerde hij kunstgeschiedenis en paleografie met de Engelsman James Weale als mentor. Hij werd hierin gesteund door stadsarchivaris Guillaume Désiré Franquinet. Ook werd hij lid van het latere Limburgs Geschied- en Oudheidkundig Genootschap, waarvan Franquinet secretaris was. Voor het jaarboek van dit genootschap, de Publications, schreef Willemsen verschillende artikelen, onder meer over de Onze-Lieve-Vrouwekerk in Tongeren, de abdij van Munsterbilzen en het archief van de Sint-Servaas. Op aanwijzing van bisschop Paredis verzorgde hij in 1867 een nieuwe uitgave van de officia propria. In 1869 was hij, samen met kapelaan Van Soest van de Onze-Lieve-Vrouweparochie, medeoprichter van De Sint-Servatiusklok. Kerkelijk weekblad voor Maastricht.
Willemsen deed veel voor de studie naar de kerkschatten in Maastricht, die bewaard worden in de schatkamer van de Onze-Lieve-Vrouwekerk en de schatkamer van de Sint-Servaaskerk. Dit onderzoek bestond uit het vaststellen van de authenticiteit van relikwieën en het bepalen van de kunstwaarde van reliekhouders. Hierin werd hij geholpen door de Akense kanunnik en kunsthistoricus Franz Bock. Hun samenwerking leidde tot de publicatie van Die mittelalterlichen Kunst- und Reliquienschätze zu Maestricht, aufbewahrt in den ehemaligen Stiftskirchen des H. Servatius und Unser Lieber Frau (1872). Een jaar later verscheen een uitgebreidere Franstalige versie van dit boek en weer een jaar later een samenvatting in het Nederlands. De uitgaven werden bekostigd door de industrieel Petrus Laurentius Regout. Deze publicaties zorgden voor een ommekeer in de waardering van het Maastrichtse erfgoed, dat in de driekwart eeuw daaraan voorafgaand grote verliezen had geleden - voor een deel veroorzaakt door onwetendheid. Willemsen streefde tevens naar de herleving van de zevenjaarlijkse heiligdomsvaarten, die voorheen samenvielen met die van Aken, maar in Maastricht in onbruik waren geraakt. Deze wens ging in 1874 in vervulling.

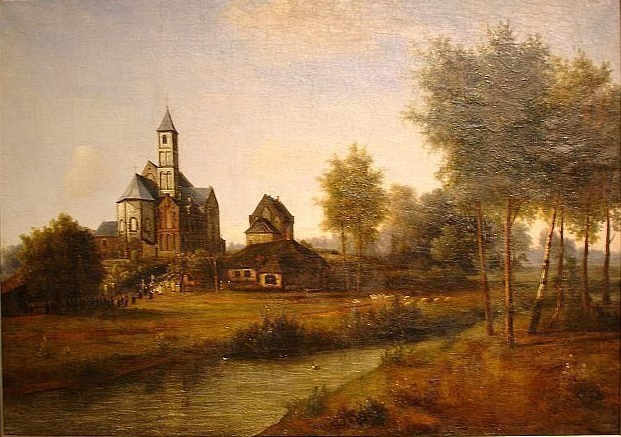
Johannes van der Drift: Kerk in Sint Odiliënberg voor restauratie (1858), Roerstreekmuseum, Sint Odiliënberg

In Maastricht maakte hij van dichtbij de restauratie van de Sint-Servaas mee door architect Pierre Cuypers. Dit kwam van pas toen hij op 8 februari 1878 tot pastoor in Sint Odiliënberg werd benoemd. De parochiekerk van Sint Odiliënberg, de romaanse kerk van de HH. Wiro, Plechelmus en Otgerus, bevond zich in zeer slechte staat en diende dringend hersteld te worden. Volgens rector Joannes Leonardus Meulleners deed Willemsen eerst historisch onderzoek en nam hij daarna de restauratie ter hand. De kerk was als gevolg van eeuwenlange verwaarlozing en noodherstellingen aanzienlijk kleiner geworden. Willemsen gebruikte dit gegeven als argument voor restauratie. ‘In die toestand konde zij voor eene parochie van 300 communicanten voldoende zijn, doch is zulks niet meer sedert dit getal tot 640 is aangegroeid’, schreef hij, en verder ‘dat deze vergrooting in de bouwtrant der kerk behoort te geschieden ten einde een gebouw dat (buiten de kerk van S. Servaas en O.L.V. te Maastricht) het oudste en merkwaardigste [bijzonderste] godsdienstige monument van Limburg is, niet van zijne kunst- en historische waarde te berooven’. Het uiteindelijke restauratieplan bestond uit twee torens, een priesterkoor met transept, een hoofdapsis, twee nevenapsidiolen en twee zijbeuken. De restauratie werd uitgevoerd onder leiding van Pierre Cuypers.
Ook als pastoor in Sint-Odiliënberg was Willemsen nog steeds geïnteresseerd in de Sint-Servaas, getuige de publicatie in 1902 van Het heiligdom van St. Servaas te Maastricht. In Sint Odiliënberg hield hij zich ook bezig met onderwijs. Hiervoor nodigde hij de kanunnikessen van het Heilige Graf uit zich opnieuw in Sint Odiliënberg te vestigen. Willemsen stichtte een kleuterschool in de Mariakapel. In 1896 gaf het kerkbestuur toestemming voor de bouw van een nieuwe school ten zuidwesten van de kerk, waar naast de kleuterschool ook een lagere school en een naaischool gevestigd werden. Op 27 november 1903 werd het vrouwenklooster van het Heilige Graf officieel zelfstandig met zuster Veronica als priorin en Willemsen als rector.
Als waardering voor zijn werk werd Willemsen op 28 januari 1900 door het bisdom Roermond benoemd tot kanunnik van het Roermondse kathedrale kapittel.

## Publicaties (selectie)[14]
- 1865-1868: (fr)  'Inventaire chronologique des chartes et documents de l'église de Saint Servais à Maestricht'. In: Publications de la Société Historique et Archéologique dans le Limbourg (PSHAL). 8 afleveringen in 4 PSHAL's: PSHAL II (1865), pp. 160-201 en 348-369; PSHAL III (1866), pp. 52-85 en 404-430; PSHAL IV (1867), pp. 159-216 en 413-470; PSHAL V (1868), pp. 132-195 en 394-429
- 1866: (fr)  'Le siège épiscopal de Tongres et Maestricht à l'occasion d'un mémoire de M. Ch.M.T. Thijs, intitulé "L'église de Notre Dame à Tongres"'. In: PSHAL III (1866), pp. 433-443
- 1867 (la) : Officia propria sanctorum ecclesiae cathedralis, civitatis et dioecesis Ruraemundensis a S. Rituum Congregatione approbata [...]. Regensburg (viii en 167 pp.)
- 1872 (de)  (met Franz Bock): Die mittelalterlichen Kunst- und Reliquienschätze zu Maestricht, aufbewahrt in den ehemaligen Stiftskirchen des h. Servatius und Unserer Lieben Frau daselbst, usw. L. Schwann, Keulen/Neuss (164 pp.) (online tekst met afbeeldingen)
- 1873 (fr)  (met Franz Bock): Antiquités sacrées conservées dans les anciennes collégiales de S. Servais et de Notre-Dame à maestricht. Maastricht (248 pp.)
- 1874 (nl) : Het heiligdom van S. Servaas-kerk te Maastricht. Maastricht (38 pp.)
- 1880 (nl) : De Stiftskerk van den H. Petrus, thans van de H.H. Wiro, Plechelmus en Otgerus te St. Odiliënberg. Roermond (40 pp.)
- 1885-89 (nl) : 'Oorkonden en bescheiden van St. Odiliënberg' [of: 'Oorkonden en bescheiden aangaande de kerk en het kapittel van Sint-Odiliënberg']. In: PSHAL XXII (1885), pp. 411-472; PSHAL XXIII (1886), pp. 161-291; PSHAL XXVI (1889), pp. 167-336
- 1885 (la) : 'Vitae S.S. Wironis, Plechelmi et Odgeri'. In: PSHAL XXII (1885), pp. 473-538
- 1887 (fr) : 'Le château de Vrijmersum à St. Odiliënberg'. In: PSHAL XXIV (1887), pp. 409-476
- 1890 (nl) : Verhaal der mirakelen van de H.H. Marcellinus en Petrus, martelaren, door de kanunniken van St. Servaas te Maastricht in het jaar 828 beschreven. Vertaling met inleiding van Einhards Translatio et Miraculi SS Marcellini et Petri. Roermond (34 pp.)
- 1891 (nl) : 'Wie schonk aan het Kapittel van O.L. Vrouw te Maastricht de kerk van Sint Pieter?'. In: De Maasgouw, nr. 13 (117 pp.)
- 1891-92 (fr) : 'Deux notices sur l'ordre canonical du Saint Sépulchre'. In: PSHAL XXVIII (1891), pp. 247-404; PSHAL XXIX (1892), pp. 17-65
- 1894 (nl) : 'Wat waren in de Sint Servaaskerk ten tijde des kapittels de "Cartistae"?'. In: De Maasgouw, nr. 16 (91 pp.)
- 1895/1902 (nl) : 'De werken van Wilhelmus Lindanus, eersten bisschop van Roermond'. In: Limburg's jaarboek, nr. 2 (1895), pp. 201-456; Limburg's jaarboek, nr. 8 (1902), pp. 457-776